# Ейлат-Рамон
Аеропорт імені Іла́на та Аса́фа Рамо́нів (івр. נמל התעופה הבינלאומי אילת / אילן ואסף רמון (IATA: ETM, ICAO: LLER)) — міжнародний аеропорт у долині Тімна на півдні Ізраїлю. Аеропорт «Рамон» розташовано за 18 км на північ від Ейлату, поруч з поселенням Беер-Ора. Довжина злітно-посадкової смуги 3 600 м. Аеропорт відкрито 21 січня 2019 року

## Історія

### Передумови
Аеропорт «Ейлат» засновано в 1949 році, коли місто Ейлат ще не було навіть забудовано. З розвитком міста, будівлі будувалися навколо вже заснованого аеропорту. У 1994 році підписанj Ізраїльсько-йорданська мирова угода і вирішено, що діяльність ейлатського аеропорту буде перенесена в аеропорт ім. короля Хусейна в йорданській Акабі. Спочатку планувалося перейменувати Акабський аеропорт в Акаба-Ейлатський Мирний міжнародний аеропорт (англ. Aqaba-Eilat Peace International Airport)
Ця угода ніколи не була втілена в життя і угода між двома країнами в березні 1997 року поставила умову, що внутрішні рейси будуть як і раніше вилітати з аеропорту «Ейлат», в той час як міжнародних рейсів ніякі зміни не торкнулися.
Перенесення аеропорту «Ейлат» з центру міста вважалося важливим для розвитку самого міста, так як крім усього іншого, воно дозволило б почати будівництво нових готелів неподалік від берега моря і розвивати будівництво міста у північному напрямку. Також скоротилося б шумове забруднення. Проект є частиною великого плану з розвитку міста, яке включає такі великі проекти як перенесення ейлатського порту ближче до йорданського кордону (для чого необхідно перенести старий аеропорт), швидкісна залізниця до Ейлату, а також оновлення шосе «Арава».
Вважають, що перенесення аеропорту призведе до збільшення потоку туристів до міста, створить тисячі робочих місць і значно поліпшить якість життя місцевих жителів.
За рішенням міністра транспорту Ізраїлю Ісраеля Каца новий аеропорт носитиме ім'я першого ізраїльського астронавта Ілана Рамона, який загинув в катастрофі шатла «Колумбія» при поверненні на Землю, і його сина Асафа, військового льотчика, який загинув шість років по тому в катастрофі винищувача F-16 в тренувальному польоті над Юдеєю і Самарією.

## Опис
В аеропорту побудована одна злітно-посадкова смуга довжиною 3 600 м і шириною 45 м, 8 місць стоянки для великих літаків і 9 для турбогвинтових

## Транспорт
Автомобільне сполучення міста Ейлат з аеропортом здійснюється по Шосе 90 (шосе «Арава»), південна ділянка якого в січні 2011 була розширена до двох смуг в кожному напрямку. Тим самим час проїзду від аеропорту до Ейлату складе трохи більше 10 хвилин
Також планована легкорейкова лінія завдовжки 27 км, що прямуватиме через район готелів в Ейлаті до КПП Таба на ізраїльсько-єгипетському кордоні, а також високошвидкісна залізниця та залізнична станція «Аеропорт Тімна»

## Авіалінії та напрямки, лютий 2021
| Авіакомпанія        | Пункт призначення               |
| ------------------- | ------------------------------- |
| Arkia               | Тель-Авів                       |
| ASL Airlines France | Сезонний: Париж-Шарль де Голль  |
| Finnair             | Сезонний: Гельсінкі             |
| Israir Airlines     | Хайфа, Тель-Авів                |
| Lufthansa           | Сезонний: Франкфурт             |
| Pobeda              | Сезонний: Москва–Внуково        |
| Rossiya Airlines    | Сезонний чартер: Москва–Внуково |
| Transavia           | Сезонний: Амстердам, Париж–Орлі |
| Ural Airlines       | Москва-Домодєдово               |

## Пасажиропотік
Див. джерело запитів Вікіданих та джерела.